# Lijst van afleveringen van Home Improvement
Dit is een lijst met afleveringen van de Amerikaanse televisieserie Home Improvement. De serie telt acht seizoenen. Een overzicht van alle afleveringen is hieronder te vinden.

## Seizoen 1
| Nr. | Titel aflevering                   | Uitzenddatum VS   |
| --- | ---------------------------------- | ----------------- |
| 1   | Pilot                              | 17 september 1991 |
| 2   | Mow Better Blues                   | 26 september 1991 |
| 3   | Off Sides                          | 1 oktober 1991    |
| 4   | Satellite on a Hot Tim's Roof      | 8 oktober 1991    |
| 5   | Wild Kingdom                       | 15 oktober 1991   |
| 6   | Adventures in Fine Dining          | 22 oktober 1991   |
| 7   | Nothing More Than Feelings         | 29 oktober 1991   |
| 8   | Flying Sauces                      | 5 november 1991   |
| 9   | Bubble, Bubble, Toil and Trouble   | 19 november 1991  |
| 10  | Reach Out and Teach Someone        | 26 november 1991  |
| 11  | Look Who's Not Talking             | 10 december 1991  |
| 12  | Yule Better Watch Out              | 17 december 1991  |
| 13  | Up Your Alley                      | 7 januari 1992    |
| 14  | For Whom the Belch Tolls           | 14 januari 1992   |
| 15  | Forever Jung                       | 21 januari 1992   |
| 16  | Jill's Birthday                    | 4 februari 1992   |
| 17  | What About Bob?                    | 11 februari 1992  |
| 18  | Baby, It's Cold Outside            | 18 februari 1992  |
| 19  | Unchained Malady                   | 25 februari 1992  |
| 20  | Birds of a Feather Flock to Taylor | 3 maart 1992      |
| 21  | A Battle of Wheels                 | 17 maart 1992     |
| 22  | Luck Be a Taylor Tonight           | 7 april 1992      |
| 23  | Al's Fair in Love and War          | 28 april 1992     |
| 24  | Stereo-typical                     | 5 mei 1992        |

## Seizoen 2
| Nr. | Titel aflevering                                | Uitzenddatum VS   |
| --- | ----------------------------------------------- | ----------------- |
| 1   | Read My Hips                                    | 16 september 1992 |
| 2   | Rites and Wrongs of Passage                     | 23 september 1992 |
| 3   | Overactive Glance                               | 30 september 1992 |
| 4   | Groin Pains                                     | 7 oktober 1992    |
| 5   | Heavy Meddle                                    | 14 oktober 1992   |
| 6   | Haunting of Taylor House                        | 28 oktober 1992   |
| 7   | Roomie for Improvement                          | 4 november 1992   |
| 8   | May the Best Man Win                            | 11 november 1992  |
| 9   | Where There's a Will, There's a Way             | 18 november 1992  |
| 10  | Let's Did Lunch                                 | 25 november 1992  |
| 11  | Abandoned Family                                | 2 december 1992   |
| 12  | I'm Scheming of a White Christmas               | 16 december 1992  |
| 13  | Bell Bottom Blues                               | 6 januari 1993    |
| 14  | Howard's End                                    | 13 januari 1993   |
| 15  | Love Is a Many Splintered Thing                 | 20 januari 1993   |
| 16  | Dances with Tools                               | 3 februari 1993   |
| 17  | You're Driving Me Crazy, You're Driving Me Nuts | 10 februari 1993  |
| 18  | Bye Bye Birdie                                  | 17 februari 1993  |
| 19  | Karate or Not, Here I Come                      | 24 februari 1993  |
| 20  | Shooting Three to Make Tutu                     | 3 maart 1993      |
| 21  | Much Ado About Nana                             | 17 maart 1993     |
| 22  | Ex Marks the Spot                               | 14 april 1993     |
| 23  | To Build or Not to Build                        | 5 mei 1993        |
| 24  | Birth of a Hot Rod                              | 12 mei 1993       |
| 25  | The Great Race                                  | 19 mei 1993       |

## Seizoen 3
| Nr. | Titel aflevering                                  | Uitzenddatum VS   |
| --- | ------------------------------------------------- | ----------------- |
| 1   | Maybe, Baby                                       | 15 september 1993 |
| 2   | Aisle See You in My Dreams                        | 22 september 1993 |
| 3   | This Joke's for You                               | 29 september 1993 |
| 4   | A Sew, Sew Evening                                | 6 oktober 1993    |
| 5   | Arrivederci, Binford                              | 13 oktober 1993   |
| 6   | Crazy for You                                     | 27 oktober 1993   |
| 7   | Blow Up                                           | 3 november 1993   |
| 8   | Be True to Your Tool                              | 10 november 1993  |
| 9   | Dollars and Sense                                 | 17 november 1993  |
| 10  | A Frozen Moment                                   | 24 november 1993  |
| 11  | Feud for Thought                                  | 1 december 1993   |
| 12  | 'Twas the Blight Before Christmas                 | 15 december 1993  |
| 13  | Slip Sleddin' Away                                | 5 januari 1994    |
| 14  | Dream On                                          | 12 januari 1994   |
| 15  | Reel Men                                          | 26 januari 1994   |
| 16  | The Colonel                                       | 9 februari 1994   |
| 17  | Room for Change                                   | 2 maart 1994      |
| 18  | The Eve of Construction                           | 9 maart 1994      |
| 19  | Too Many Cooks                                    | 16 maart 1994     |
| 20  | It Was the Best of Tims, It Was the Worst of Tims | 30 maart 1994     |
| 21  | Fifth Anniversary                                 | 6 april 1994      |
| 22  | Swing Time                                        | 4 mei 1994        |
| 23  | What You See Is What You Get                      | 11 mei 1994       |
| 24  | Reality Bytes                                     | 18 mei 1994       |
| 25  | The Great Race II                                 | 25 mei 1994       |

## Seizoen 4
| Nr. | Titel aflevering                        | Uitzenddatum VS   |
| --- | --------------------------------------- | ----------------- |
| 1   | Back in the Saddle Shoes Again          | 20 september 1994 |
| 2   | Don't Tell Momma                        | 27 september 1994 |
| 3   | Death Begins at Forty                   | 4 oktober 1994    |
| 4   | The Eyes Don't Have It                  | 11 oktober 1994   |
| 5   | He Ain't Heavy, He's Just Irresponsible | 18 oktober 1994   |
| 6   | Borland Ambition                        | 25 oktober 1994   |
| 7   | Let's Go to the Videotape               | 8 november 1994   |
| 8   | Tim's Road Trip                         | 15 november 1994  |
| 9   | My Dinner with Wilson                   | 22 november 1994  |
| 10  | Ye Olde Shoppe Teacher                  | 29 november 1994  |
| 11  | Some Like It Hot Rod                    | 6 december 1994   |
| 12  | 'Twas the Night Before Chaos            | 13 december 1994  |
| 13  | The Route of All Evil                   | 3 januari 1995    |
| 14  | Brother, Can You Spare a Hot Rod?       | 10 januari 1995   |
| 15  | Super Bowl Fever                        | 31 januari 1995   |
| 16  | Bachelor of the Year                    | 7 februari 1995   |
| 17  | It's My Party                           | 14 februari 1995  |
| 18  | A House Divided                         | 21 februari 1995  |
| 19  | The Naked Truth                         | 28 februari 1995  |
| 20  | Talk to Me                              | 14 maart 1995     |
| 21  | No, No, Godot                           | 21 maart 1995     |
| 22  | Tool Time After Dark: Part 1            | 11 april 1995     |
| 23  | Tool Time After Dark: Part 2            | 11 april 1995     |
| 24  | Sisters and Brothers                    | 2 mei 1995        |
| 25  | A Marked Man                            | 9 mei 1995        |
| 26  | Wilson's Girlfriend                     | 23 mei 1995       |

## Seizoen 5
| Nr. | Titel aflevering                  | Uitzenddatum VS   |
| --- | --------------------------------- | ----------------- |
| 1   | A Taylor Runs Through It          | 19 september 1995 |
| 2   | The First Temptation of Tim       | 26 september 1995 |
| 3   | Her Cheatin' Mind                 | 3 oktober 1995    |
| 4   | Jill's Surprise Party             | 17 oktober 1995   |
| 5   | Advise and Repent                 | 24 oktober 1995   |
| 6   | Let Them Eat Cake                 | 31 oktober 1995   |
| 7   | The Look                          | 7 november 1995   |
| 8   | Room Without a View               | 14 november 1995  |
| 9   | Chicago Hope                      | 21 november 1995  |
| 10  | Doctor in the House               | 28 november 1995  |
| 11  | That's My Momma                   | 5 december 1995   |
| 12  | 'Twas the Flight Before Christmas | 12 december 1995  |
| 13  | Oh, Brother                       | 9 januari 1996    |
| 14  | High School Confidential          | 16 januari 1996   |
| 15  | Tanks for the Memories            | 30 januari 1996   |
| 16  | The Vasectomy One                 | 6 februari 1996   |
| 17  | Fear of Flying                    | 13 februari 1996  |
| 18  | When Harry Kept Dolores           | 20 februari 1996  |
| 19  | Eye on Tim                        | 27 februari 1996  |
| 20  | The Bud Bowl                      | 5 maart 1996      |
| 21  | Engine and a Haircut, Two Fights  | 12 maart 1996     |
| 22  | The Longest Day                   | 2 april 1996      |
| 23  | Mr. Wilson's Opus                 | 30 april 1996     |
| 24  | Shopping Around                   | 7 mei 1996        |
| 25  | Alarmed by Burglars               | 14 mei 1996       |
| 26  | Games, Flames & Automobiles       | 21 mei 1996       |

## Seizoen 6
| Nr. | Titel aflevering                 | Uitzenddatum VS   |
| --- | -------------------------------- | ----------------- |
| 1   | At Sea                           | 17 september 1996 |
| 2   | Future Shock                     | 24 september 1996 |
| 3   | Workshop 'Til You Drop           | 1 oktober 1996    |
| 4   | Burnin' Love                     | 8 oktober 1996    |
| 5   | Al's Video                       | 15 oktober 1996   |
| 6   | Whose Car Is It Anyway?          | 22 oktober 1996   |
| 7   | I Was a Teenage Taylor           | 29 oktober 1996   |
| 8   | Jill and Her Sisters             | 12 november 1996  |
| 9   | The Tool Man Delivers            | 19 november 1996  |
| 10  | The Wood, the Bad and the Hungry | 26 november 1996  |
| 11  | Workin' Man Blues                | 10 december 1996  |
| 12  | No Place Like Home               | 17 december 1996  |
| 13  | The Flirting Game                | 7 januari 1997    |
| 14  | The Karate Kid Returns           | 14 januari 1997   |
| 15  | Totally Tool Time                | 28 januari 1997   |
| 16  | A Funny Valentine                | 11 februari 1997  |
| 17  | Wilson's World                   | 18 februari 1997  |
| 18  | Something Old, Something Blue    | 25 februari 1997  |
| 19  | Communication Breakdown          | 11 maart 1997     |
| 20  | My Son, the Driver               | 1 april 1997      |
| 21  | Insult to Injury                 | 15 april 1997     |
| 22  | Family Un-Ties                   | 29 april 1997     |
| 23  | The Feminine Mistake             | 6 mei 1997        |
| 24  | Taps                             | 13 mei 1997       |
| 25  | The Kiss & the Kiss-Off          | 20 mei 1997       |

## Seizoen 7
| Nr. | Titel aflevering                       | Uitzenddatum VS   |
| --- | -------------------------------------- | ----------------- |
| 1   | Quest for Fire                         | 23 september 1997 |
| 2   | Clash of the Taylors                   | 30 september 1997 |
| 3   | Room at the Top                        | 7 oktober 1997    |
| 4   | Pump You Up                            | 14 oktober 1997   |
| 5   | A Night to Dismember                   | 28 oktober 1997   |
| 6   | The Niece                              | 4 november 1997   |
| 7   | Jill's Passion                         | 11 november 1997  |
| 8   | Losing My Religion                     | 18 november 1997  |
| 9   | Thanksgiving                           | 25 november 1997  |
| 10  | The Dating Game                        | 9 december 1997   |
| 11  | Bright Christmas                       | 16 december 1997  |
| 12  | The Old College Try                    | 6 januari 1998    |
| 13  | An Older Woman                         | 20 januari 1998   |
| 15  | Say Goodnight, Gracie                  | 10 februari 1998  |
| 16  | What a Drag                            | 24 februari 1998  |
| 17  | Taking Jill for Granite                | 3 maart 1998      |
| 18  | Futile Attraction                      | 10 maart 1998     |
| 19  | Desperately Seeking Willow             | 17 maart 1998     |
| 20  | The Write Stuff                        | 31 maart 1998     |
| 21  | The Son Also Mooches                   | 21 april 1998     |
| 22  | Believe It or Not                      | 28 april 1998     |
| 23  | Rebel Without Night Driving Privileges | 5 mei 1998        |
| 24  | Tool-Thousand-One: A Space Odyssey     | 12 mei 1998       |
| 25  | From Top to Bottom                     | 19 mei 1998       |

## Seizoen 8
| Nr. | Titel aflevering                          | Uitzenddatum VS   |
| --- | ----------------------------------------- | ----------------- |
| 1   | Whitewater                                | 22 september 1998 |
| 2   | Adios                                     | 29 september 1998 |
| 3   | All in the Family                         | 6 oktober 1998    |
| 4   | Taylor Got Game                           | 13 oktober 1998   |
| 5   | Al's Fair Lady                            | 20 oktober 1998   |
| 6   | Bewitched                                 | 27 oktober 1998   |
| 7   | Not-So-Great Scott                        | 3 november 1998   |
| 8   | Tim's First Car                           | 10 november 1998  |
| 9   | Mr. Likeable                              | 17 november 1998  |
| 10  | Thanks, But No Thanks                     | 24 november 1998  |
| 11  | Home for the Holidays                     | 8 december 1998   |
| 12  | Ploys for Tots                            | 15 december 1998  |
| 13  | Chop Shop 'til You Drop                   | 5 januari 1999    |
| 14  | Home Alone                                | 19 januari 1999   |
| 15  | Knee Deep                                 | 2 februari 1999   |
| 16  | Mark's Big Break                          | 9 februari 1999   |
| 17  | Young at Heart                            | 16 februari 1999  |
| 18  | Love's Labor Lost: Part 1                 | 23 februari 1999  |
| 19  | Love's Labor Lost: Part 2                 | 2 maart 1999      |
| 20  | Neighbors                                 | 16 maart 1999     |
| 21  | A Hardware Habit to Break                 | 30 maart 1999     |
| 22  | Loose Lips and Freudian Slips             | 4 mei 1999        |
| 23  | Trouble-a-Bruin                           | 11 mei 1999       |
| 24  | Dead Weight                               | 18 mei 1999       |
| 25  | The Long and Winding Road: Part 1         | 18 mei 1999       |
| 26  | The Long and Winding Road: Part 2         | 25 mei 1999       |
| 27  | The Long and Winding Road: Part 3         | 25 mei 1999       |
| 28  | Behide the scene's if you love it..see it | 1999              |